# Rio Duda Mică
O Rio Duda Mică é um rio da Romênia, afluente do Brătei, localizado no distrito de Dâmboviţa.